# 人気者でいこう!
『人気者でいこう!』（にんきものでいこう）は、1997年10月14日から2001年9月25日までテレビ朝日系列にて放送されたバラエティ番組である。朝日放送と吉本興業の共同制作。基本放送枠は毎週火曜日21:00 - 21:54（JST、2000年4月より20:54 - 21:48に繰り上げ）。
番組コーナー企画から派生した特別番組『芸能人格付けチェック』（げいのうじんかくづけチェック）については、当該項目を参照のこと。

## 番組概要
浜田雅功初の単独レギュラー番組で、戸籍名の「濵田雅功」名義で構成としても参加している。
初期の番組コンセプトは、浜田が芸能界の「人気者」達と一緒に遊ぼうというものであり、企画は「人気者ハウス」を中心とした週替わり展開だったが、以降は様々な場所で行われるコア企画とミニコーナーの構成になる。また「人気者」達にはIDカードが配られていたが、番組のキーであったこれらの設定も消えていった。番組初期のテーマソングは奥田民生の「恋のかけら」。1999年頃から2000年前半に掛けてコア企画の「芸能人格付けチェック」が一コーナーになると人気が上昇し、裏番組の「ガチンコ!」（TBS系）と互角な戦いを繰り広げた。
ABC制作枠がテレビ朝日制作の日曜20時台と制作枠交換となり、2001年9月をもって放送終了し、曜日を変えて『HAMADA COMPANY 弾丸!ヒーローズ』が後番組としてスタートした。
浜田は本番組終了から約18年後の2019年4月から2022年3月まで、同じ時間帯で放送されるABCテレビ制作番組『そんなコト考えた事なかったクイズ!トリニクって何の肉!?』→『芸能界常識チェック! 〜トリニクって何の肉!?〜』で、再びメインキャストとして出演した。

## 人気者ハウス
番組開始当初のコンセプトは、山梨県忍野村に「人気者ハウス」なる別荘を建てて皆の遊び場にしようというものであり、放送第1回は場所選びで、1998年1月に完成した。人気者に配られるIDカードがハウスの鍵となっており、セキュリティも万全という仕様であった。
しばらくは人気者ハウスを舞台に様々な企画を展開したが、東京からの交通の便が余りにも悪いことと、場所が近隣の人々に気付かれ始め、野次馬や破損が慢性化したため、徐々に使われなくなった。

## 主な出演者
番組通じての出演
- 浜田雅功（ダウンタウン）

初期
- 奥田民生
- KEIKO
- 遠藤久美子
- スーパー!?テンションズ（まこと、しゅう、たいせー）
- 河相我聞
- MAX
- 宝生舞
- 峰岸徹
- 橋本真也

中期
- 遠藤久美子
- 袴田吉彦
- 志村けん
- 内藤剛志
- 堀部圭亮（謎の覆面男）
- ガッツ石松
- 中尾彬
- 石田純一
- 鈴木あみ
- 小沢真珠
- 甲斐田聡美
- ユースケ・サンタマリア
- ふかわりょう
- 笑福亭笑瓶

後期
- 堀部圭亮（謎の覆面男）
- 藤井隆
- 岩崎ひろみ
- ISSA（DA PUMP）
- 小向美奈子
- BONITA

復活特番
- 伊東四朗
- 赤江珠緒
- 斎藤真美
- ヒロド歩美
- 出川哲朗
- 山崎邦正
- ダチョウ倶楽部
- 次長課長
- ケンドーコバヤシ
- FUJIWARA
- 品川庄司
- バイきんぐ
- トレンディエンジェル
- 梅宮辰夫
- 石田純一 ※2代目ミスター格付け
- GACKT
- YOSHIKI（X JAPAN）
- 鬼龍院翔（ゴールデンボンバー）
- 梅沢富美男
- 和田アキ子
- 松方弘樹
- 3代目市川右團次
- 高橋英樹
- 泉ピン子
- 東幹久
- 陣内孝則
- 鈴木奈々
- 志村けん
- 前川清
- DAIGO
- 中山美穂
- 高橋克典
- 長嶋一茂
- 高嶋政伸
- 立川志らく
- 陣内智則
- 後藤輝基
- AKB48グループ
  - AKB48
  - SKE48
  - NMB48
  - HKT48
- 坂道シリーズ
  - 乃木坂46
  - 欅坂46（現:櫻坂46）
  - 日向坂46
- ハリウッドザコシショウ

他
ナレーション
- 平井誠一（初期）
- 諏訪部順一（中期）
- 田中総一郎（芸能人常識チェックのみ）
- 奥田民義
- 松本大
- 木村匡也（復活特番）
- 垂木勉（復活特番・2007年1月2日のみ）

## 企画

### 週替わり企画
主に進行は「パイロット」や「指揮者」などを自称する、目許を隠す覆面をした謎の男 （堀部圭亮・基本匿名での出演）が担当。初期から後期まで様々な企画が行われた。
クイズ・ガッツガッツ
ガッツ石松司会による、ガッツ自身に関する問題を出題する。放送では副音声が採用され、浜田のほか当時レギュラーであった内藤・堀部による突っ込みが行われていた。
クイズ・あみ～ゴあみ～ゴ
鈴木あみ司会による、鈴木自身に関する問題を出題する。観客は鈴木ファンの男性ばかりで、回答者である浜田らが鈴木に突っ込みを入れようものなら、ブーイングの嵐となる有様であった。
クイズ・剛志剛志
内藤剛志には内緒で、ホテルの部屋の中を隠し撮りし、内藤の行動を当てるクイズ。
蛭子能収の熱海温泉の旅体験ツアー
事前に蛭子能収が単独で行った熱海旅行のVTRを視聴し、蛭子が取った行動をそのまま再現して浜田らが旅行を行う。単に旅行の道程を合わせるだけでなく、食事中に醤油瓶を倒す、何もない場所で長時間立ち止まるなど、意味のない行動まで完全再現しなければならない。
少数派でいこう
普通の物事と少し嫌な物事の2つが提示され、パネリストはどちらをやるかを選択する（例「水と酢、飲むならどっち?」）。ファーストインプレッションの後にトークを行い、最終決定で少数派になったら勝利。ただし、勝敗に関係なく選んだものは実行しなければならない。回によっては嫌な物事を2つ提示される事があるが（例「酢とホット酢（温めた酢）、飲むならどっち?」）、その場合は少数派はやらずに済む。そのルールは後述の少数派でいこうNEOに引き継がれた。最終的に多数派となった回数の最も多かったパネリストには罰ゲーム（大勢の人間の中に埋められる）が行われた。全質問終了後最下位が複数名いた場合は全員で延長戦を行い単独最下位が決定するまで行う。
少数派でいこうNEO
嫌な物事を2つ提示され、パネリストはどちらをやるかを選択する。最終的に少数派になったら勝利となり、選んだ物事はやらずに済む。
芸能人御用達グルメツアー
2つのメニューを紹介し、どっちを食べたいかを選択、少数派になった者だけが食べる事が出来る。
ハッスルベースボール
人気者チームが学生軟式野球チームと草野球で対戦するのだが人気者チームには「攻守交替で守備に就く時に全力疾走する=100円」のようにプレーの内容に賞金がかけられており、1円でも賞金を獲得しようと奮闘する。勿論ヒットを打つなど活躍すれば、賞金額は上がる。他に「大きな声で挨拶する」、「三振した時は地面を叩いて悔しがる」なども賞金の対象であった。この企画では堀部が監督。遠藤がマネージャーとなり他の参加者の査定を行う。獲得金額が一番多い選手がMVPとなり獲得賞金が倍になる。逆にビリは賞金全額没収となる（没収分もMVPのものになる）。
連帯責任CDデビュー
袴田、内藤、浜田の順に視聴者から公募した楽曲でCDデビューし、オリコン初登場50位以内を目指す企画。全員が目標を達成できれば、ラスベガス・ファーストクラスの旅がプレゼントされるが、できなければ、連帯責任として全員が丸坊主になるという罰ゲームがあった。当初は『3人がそれぞれ50位以内』というルールで、袴田が『本トの気持ち』で18位、内藤が『夢の続き』で26位にランクインしクリアしたが、浜田の順番が来た際に『3人の順位を足して50位以内』にルール変更され、浜田は初登場6位以内にランクインする事がクリア条件となった。その後、浜田は『幸せであれ』（新堂敦士提供）をリリースし、結果は4位にランクインしてクリアし、目標達成となった。なお、実際のプレゼントは旅行ではなく、『ラスベガス・ファーストクラスの旅』というタイトルのアルバムをリリースするというものであった。のちに実際に旅をする企画が行われたが、旅行先は本物のラスベガスではなく、日本国内と韓国のカジノを巡る『行った気ツアー』だった。
映ってヨシ!
出演者全員の顔がモザイク処理されわからなくなっており、ゲームなどに成功した時のみモザイクが取れ映ることが出来る。
連帯責任ツアー
内容は多岐に渡るが基本ルールは出演者の一人がゲームなどをし、失敗した場合は全員がペナルティを受けるというロケ企画。
浜田vs志村 知名度国盗り合戦!

### ミニコーナー
100万円を捜せ!
視聴者参加コーナーで、視聴者が自分の家に隠した100万円を、人気者メンバーが30分の制限時間内に探す企画。制限時間内に見つけられなかった場合は、100万円が視聴者にプレゼントされる。残り10分を切ると、元警視庁捜査一課刑事の菊池司（通称：ガサ入れのキク）が捜索に参加し、菊池は元刑事としての鋭い勘で、視聴者のわずかな動揺や目の動きから隠し場所を推理し、幾度も100万円を発見するなど活躍した。途中から「100万円を捜せ！II」となり、50万円を2か所に隠す内容に変更したほか、また後期にも初期ルールと同様に行い、現金ではなく100万円分の賞品を獲得出来る形式で復活していた。メンバーが100万円を発見できなかった場合、翌週に捜索隊からゲームに使用する金を10万円ずつ徴収したり、電流や粉（後期）でお仕置きが行われていた。
早大門
浜田、内藤、堀部の3人が西部警察の大門部長刑事になりきる速さを競う。スペシャル版では、山県刑事役で実際に出演していた柴俊夫が登場している。また、筧利夫も警視庁の刑事（新城賢太郎役）として出演した。スタート前には捜査と題し付近を捜しまわるシーンなどもあった。
- 手順（離れた場所から突然西部警察（PART1）のオープニングのBGMが流れスタート。猛ダッシュして小道具のあるテーブルに駆けつけた後）
  1. ラバー手袋をはめる（指の部分を陥没させてあるなど嫌がらせが見られた）
  2. サングラスを着用
  3. カツラを被る
  4. ショットガンを全弾排莢する
  5. 銃を降ろし手を挙げ「早大門!」と宣言する

誰かが「早大門!」と宣言すると、宣言した人には「早大門」のテロップが、それ以外の人には「遅大門」のテロップがそれぞれ表示される。
勝者になると、大門になりきった姿のプロモーションビデオが放送される。しかも、石原裕次郎の曲をバックにという贅沢な内容であり、3人は勝負のたびに毎回大興奮していた。なお、曲は勝者ごとに決まっていて、浜田の場合は「夜明けの街」、内藤は「みんな誰かを愛してる」、堀部は「時間よお前は…」であった。
うれし楽し海ごはん山ごはん
以前フジテレビで放送されていた『海ごはん山ごはん』の完全パロディー。食べるシーンで浜田、堀部の食卓にはコカ・コーラが置かれているが、内藤だけ好物のリアルゴールドであった。
人気者サスペンス劇場
当時、裏番組だった『火曜サスペンス劇場』のパロディー。番組収録後にゲストが殺害される事件が発生、浜田と堀部が踊る大捜査線のキャラを演じ事件を解決する。犯人逮捕後のエンディングでは岩崎宏美ならぬ岩崎ひろみが現場で『聖母たちのララバイ』を歌うという趣向があった。
現金つかみ取りの旅・ユニバーサル・スタジオ・ジャパンへ行こう→緊急企画 ユニバーサル・スタジオ・ジャパンが100倍楽しくなるツアー!!
浜田雅功、小向美奈子、蛭子能収、山崎邦正の4人が東京から現金つかみ取りゲームでガソリン代や旅費を稼ぎUSJまで行くという企画だが、なかなか辿り着かず3回で終了かと思われたがその24時間という設定で後者の企画がスタート（衣裳は全員同じだが、明らかに違う日にロケをしている）。大阪まで辿り着いたが、Mr.オクレに4人のチケットが盗まれてしまったために実際にUSJに行かずにUSJらしきしょぼいアトラクション（「落ちる飛行場」になぞらえて、「紙飛行機を落とす」など）でUSJに行った気にさせる企画に変貌。

### 後期
ヒット商品研究所
格付けチェックの通常放送終了直後に開始。浜田キャップの下、視聴者から寄せられた新商品を開発する企画。4人の判定員により20点中16点を上回ったものは実際に商品化。プレゼンが悪かった者はスネギロチンを受ける。後半はロケ企画となり、有料でマニア向けに芸能人が教室を行ったり、観覧車での芸能人との相談などが行われた。
女性アシスタント募集→浜田エージェンシー
当初は女性アシスタントを募集するとしていたが、オーディションで6名に絞られたところで、突然アイドルプロジェクトに途中で変更される。浜田、藤井、三津谷葉子、酒井若菜の4人が社員となり浜田エージェンシーとしてプロジェクトの経過を報告。韓国の大物プロデューサーの元に派遣され、そこでの厳しいレッスンの末2人が脱落し、残った園田真夕、江川有未、麻見奈央、安田良子の4人でアイドルユニット「BONITA」が結成された。彼女らはその後、後継番組の『弾丸!ヒーローズ』にも出演したがヒット曲に恵まれず同番組終了と共に解散した。
芸能人格付けチェックLa料理
「格付け」の料理バージョン。芸能人が作った料理をプロの料理人4人に厳しく審査（「店で出せるかどうか」が基準）され、合格か不合格かのジャッジによってランクを決定する。ちなみに全員不合格となった場合の最下位ランクは「食べる価値なし」である。河相我聞が唯一料理王に選ばれた（メニューはチャーハンで、お店で1週間実際に売り出された）。料理王のメニューを揃えたレストランを作る計画があった。
芸能人常識バトル
「常識チェック」同様。格付けチェックの要素も含まれており、その場で判定される問題と「A」「B」の部屋に振り分けられ中に入るまで結果がわからない問題もあった。「常識人」は普通の部屋、「バカ」はゴザのみの部屋で待たされる。2回目以降は、団体戦の問題や簡単な謎解き問題なども含まれた。
不健康バラエティー 芸能界人間ドック（サブタイトルは「大丈夫ですかぁ～？」）
初回は浜田仕切りで様々な病院を巡るロケ企画で、その翌週からスタジオに専門医を招き芸能人に健康に関するテストを行い、最も不健康な芸能人を決める企画としてスタート。
後に最新の医療機器を使用したチェックを行い、MCの浜田・ISSAを含むゲストを健康な順にランキング発表。問題があった場合はレッドゾーンとなり専門医から警告を受ける。
総合順位ではレッドゾーンに加えブラックゾーン（大抵は最下位）が含まれ、該当した芸能人にはお見舞いセットが進呈されていたが、シリーズの途中から総合順位が最下位の患者（出演者）が担架で運ばれるという罰ゲームに変更された。後にこの企画は『最終警告!たけしの本当は怖い家庭の医学』に引き継がれている。
お弁当ナンバーズ〜何から食べまSHOW〜
清水貴之が司会、浜田とゲストが解答者となり、別の部屋にいるゲストのお弁当のおかずを食べる順番を当てるクイズ形式のコーナーで、以前放送していた「欽ちゃんのどこまでやるの!?」の推理ドラマコーナーのリメイク版。解答者の部屋とお弁当を食べる部屋の音声は繋がっており、解答者がゲストに質問もする事ができ、正解時には浜田のリクエストで「○○さん、大当たり~!」と、当時と同じ形式のファンファーレが出された。初期は正解数の多い解答者がゲストが食べたお弁当を食べる事ができる、2回目以降は勝敗に関係無く正解したおかずを食べる事ができる。

## 芸能人常識チェック

### 概要
1998年3月10日にスタート。副題は「我々は試されている」。　
初回の挑戦者は浜田雅功・遠藤久美子・城島茂・宝生舞・河相我聞・山田まりやだった。
トイレットペーパーの付け替え、九州地方の県名を答えるといった一般人なら誰でもわかる常識課題を提示。時間内にクリアできれば「常識人」、できなければ「バカ」のレッテルが貼られる。
最も多くバカを獲得した人は「大バカ」に認定され、罰ゲームとして「"大バカー"に乗せられて都内中で自分がバカであることをさらされる」「"この人は大バカです"と書かれた番組のチラシが、都内100万世帯分の朝日新聞と一緒に配られる」などが執行された。
なお、全問終了時に最下位が複数名いた場合はプレーオフ（蛍光灯取り替えタイムレース、漢字書き順サドンデスなど）を行い、大バカを決める。
企画開始当初はナレーションが進行役を務めたが、後に他の週替わり企画同様、覆面姿の堀部が進行役を担当。特番のメインコーナーになる事も多く、その際にはジャンルでチーム分けされ、団体で行う問題などもあった。
1999年3月23日に放送された『芸能人春の大常識チェック』は格付けチェックの原型となる内容で、以降は格付けチェックと入れ替わる形で終了した。
また、格付けチェックがレギュラー放送を終えた後期にも、先述した「芸能人常識バトル」として復活している。

### 単発スペシャル
常識をベースとした単発スペシャル番組として2006年10月6日、「芸能人常識チェック あなた、ヒトとしてどうなのよSP」が放送され、進行役も「格付け」特番時代と同じ3人となっている。
ルールも基本的に同じであるが、罰ゲームの替わりに失敗する度に呼び方が変わるなど、待遇が悪くなるという「格付け」のシステムを取り入れた。チームの代表者1人が挑戦し正解（1つのチェックで2つ以上解答する必要がある場合は完答しなければならず、1つでも間違えると不正解になってしまう）の場合「常識人」として「常識ラウンジ」に入ることができるが、不正解の場合には「馬鹿（ウマシカ）」とされて本物の馬と鹿がいる「馬鹿（ウマシカ）ルーム」に入れられる。
ランクは「超常識芸能人」「まだ常識芸能人」「ギリ常識芸能人」「馬鹿」「大馬鹿」「超馬鹿」「映す価値なし」であった。

#### 解答者・最終ランク
括弧の前はチーム名。
| ランク         | チーム名                                                            |
| -------------- | ------------------------------------------------------------------- |
| 超常識芸能人   | 該当者無し                                                          |
| まだ常識芸能人 | 該当者無し                                                          |
| ギリ常識芸能人 | バラエティ（勝俣州和/熊田曜子）                                     |
| 馬鹿           | アスリート（佐々木主浩/桜庭和志）                                   |
| 大馬鹿         | 女優（佐田真由美/滝沢沙織）/俳優（東幹久/細川茂樹）                 |
| 超馬鹿         | 該当者無し                                                          |
| 映す価値なし   | 大物メンズ（梅宮辰夫/高橋英樹）/大物レディース（中村玉緒/八代亜紀） |

2013年10月4日に『芸能人格付けチェック～主婦芸能人に品格はあるのか!?スペシャル～』としてこれに近い形で7年振りに放送された。ランクは従来の格付けチェック同様『一流芸能人』→『普通芸能人』→『二流芸能人』→『三流芸能人』→『そっくりさん』→『映す価値なし』の順番。2014年11月11日には第2弾として『芸能人格付けチェック～大御所芸能人に品格はあるのか!?スペシャル～』が放送され、以降は主に春・秋の改編期に品格チェック版が定期的に放送されるようになり、第3弾以降は『常識チェック』に名称が変更された。
そして2021年4月20日より本枠で放送されている『トリニクって何の肉!?』の新シリーズとして『芸能人常識チェック!トリニクって何の肉!?』と題するタイトルでレギュラー放送が復活した。

## スタッフ

### レギュラー時代
- 構成：高須光聖、長谷川朝二、福原太、そーたに、萩原芳樹、村上卓史、竜泉、篠村俊夫、松本真一/濵田雅功
- TD：田中祥嗣
- CAM：中島浩司
- VE：有田好嗣
- AUD：牧野正義、近藤良弘
- 照明：藤井輝夫、朝倉若菜
- 美術プロデューサー：松沢由之
- セットデザイン：石森慎司
- 美術進行：横山勇
- メイク：牧瀬典子（浜田担当）
- スタイリスト：北田あつ子（浜田担当）
- 編集(EED)：高木操
- オフライン編集：松田恵
- MA：池田洋子
- 音効：大山豊
- 番組宣伝：梅村陽子（ABC）
- ディレクター：柳岡秀一、松田裕士、藤代賢二、堀川勝、村田泰介、下元元、藤本良雄、佐藤三羽一ほか
- 制作プロデューサー：辻村たろう（NET WEB）〔前・中期はAP、後期は制作P〕
- 演出：林敏博
- プロデューサー：石原康男・今村俊昭・藤田和弥（ABC）、岡本昭彦・藤原寛（吉本興業）、江間浩司（NET WEB）
- チーフプロデューサー：岡野均（ABC）
- 技術協力：スウィッシュ・ジャパン、プログレッソ、ザ・チューブ、T2R、SPOT、デュマデジタル
- 美術協力：フジアール
- 制作協力：NET WEB、b-DASH（旧：CRUSH OUT）、オフィス源
- 制作：ABC、吉本興業

### 特番時代
芸能人格付けチェック#スタッフを参照。

## 番組テーマ曲
オープニングテーマ曲
- 1997年10月～1998年9月：恋のかけら/奥田民生[注 2]
- 1998年10月～2001年9月：BUTTERFLY/TOWA TEI featuring 田辺あゆみ

エンディングテーマ曲
- 1997年10月～12月：アメンボの歌/早川義夫
- 1998年1月～3月：春はまだか/浜田雅功
- 1998年4月～6月：ホップ ステップ ヤング/フラワーカンパニーズ
- 1998年7月～9月：As if…/浜田麻里
- 1998年10月～12月：ランデヴー/KAORU
- 1999年1月～3月：残-ZAN-/Dir en grey
- 1999年4月～6月：Daydream Café/Fayray
- 1999年7月～9月：Heat Haze 〜陽炎〜/Keno
- 1999年10月～12月：Same night, Same face/Fayray
- 2000年1月～3月：www.shades.ac/Solution
- 2000年4月～6月：パレット/Keno
- 2000年7月～9月：My Heaven〜Rock'n'Roll heaven〜/Linda[2][3]
- 2000年10月～12月：不明
- 2001年1月～3月：陽のあたる場所/藤木直人
- 2001年4月～6月：Thinking Of You/BONNIE PINK
- 2001年7月～9月：Step by step -Single Veasion-/THE JAYWALK

## 番組ネット局
●は「格付け-」スペシャルを放映しているネット局
| 放送地域       | 放送局                   | 系列                                                      | レギュラー時代のネット形態 | 備考 |
| -------------- | ------------------------ | --------------------------------------------------------- | -------------------------- | ---- |
| 近畿広域圏     | 朝日放送                 | テレビ朝日系列                                            | 制作局                     | ●    |
| 北海道         | 北海道テレビ放送         | テレビ朝日系列                                            | 同時ネット                 | ●    |
| 青森県         | 青森朝日放送             | テレビ朝日系列                                            | 同時ネット                 | ●    |
| 岩手県         | 岩手朝日テレビ           | テレビ朝日系列                                            | 同時ネット                 | ●    |
| 宮城県         | 東日本放送               | テレビ朝日系列                                            | 同時ネット                 | ●    |
| 秋田県         | 秋田朝日放送             | テレビ朝日系列                                            | 同時ネット                 | ●    |
| 山形県         | 山形テレビ               | テレビ朝日系列                                            | 同時ネット                 | ●    |
| 福島県         | 福島放送                 | テレビ朝日系列                                            | 同時ネット                 | ●    |
| 関東地方       | テレビ朝日               | テレビ朝日系列                                            | 同時ネット                 | ●    |
| 新潟県         | 新潟テレビ21             | テレビ朝日系列                                            | 同時ネット                 | ●    |
| 長野県         | 長野朝日放送             | テレビ朝日系列                                            | 同時ネット                 | ●    |
| 山梨県         | テレビ山梨               | TBS系列                                                   | 遅れネット                 | ●    |
| 石川県         | 北陸朝日放送             | テレビ朝日系列                                            | 同時ネット                 | ●    |
| 富山県         | 富山テレビ放送           | フジテレビ系列                                            | 遅れネット                 | ●    |
| 福井県         | 福井テレビジョン放送     | フジテレビ系列                                            | 非ネット                   | ●    |
| 静岡県         | 静岡朝日テレビ           | テレビ朝日系列                                            | 同時ネット                 | ●    |
| 中京広域圏     | 名古屋テレビ放送         | テレビ朝日系列                                            | 同時ネット                 | ●    |
| 島根県・鳥取県 | 山陰中央テレビジョン放送 | フジテレビ系列                                            | 遅れネット                 | ●    |
| 広島県         | 広島ホームテレビ         | テレビ朝日系列                                            | 同時ネット                 | ●    |
| 山口県         | 山口朝日放送             | テレビ朝日系列                                            | 同時ネット                 | ●    |
| 香川・岡山県   | 瀬戸内海放送             | テレビ朝日系列                                            | 同時ネット                 | ●    |
| 愛媛県         | 愛媛朝日テレビ           | テレビ朝日系列                                            | 同時ネット                 | ●    |
| 高知県         | 高知放送                 | 日本テレビ系列                                            | 遅れネット                 | ●    |
| 福岡県         | 九州朝日放送             | テレビ朝日系列                                            | 同時ネット                 | ●    |
| 長崎県         | 長崎文化放送             | テレビ朝日系列                                            | 同時ネット                 | ●    |
| 熊本県         | 熊本朝日放送             | テレビ朝日系列                                            | 同時ネット                 | ●    |
| 大分県         | 大分朝日放送             | テレビ朝日系列                                            | 同時ネット                 | ●    |
| 宮崎県         | テレビ宮崎               | フジテレビ系列 日本テレビ系列 テレビ朝日系列 クロスネット | 遅れネット                 |      |
| 宮崎県         | 宮崎放送                 | TBS系列                                                   | 非ネット                   | ●    |
| 鹿児島県       | 鹿児島放送               | テレビ朝日系列                                            | 同時ネット                 | ●    |
| 沖縄県         | 琉球朝日放送             | テレビ朝日系列                                            | 同時ネット                 | ●    |